# Basile Vroninks
Basile Vroninks (Antwerpen, 20 november 2006) is een Belgisch voetballer die onder contract ligt bij RSC Anderlecht.

## Clubcarrière
Vroninks werd geboren in Antwerpen, maar sloot zich op vijfjarige leeftijd al aan bij RSC Anderlecht. In de zomer van 2024 ondertekende Vroninks, die in het seizoen 2023/24 een vaste waarde was geweest bij de U18 van Anderlecht, zijn eerste profcontract bij de club. Nog in diezelfde zomer, op 24 augustus 2024, maakte hij zijn profdebuut in het shirt van de RSCA Futures, het beloftenelftal van Anderlecht in Eerste klasse B: op de tweede competitiespeeldag liet trainer Jelle Coen hem in de 3-1-nederlaag tegen Patro Eisden Maasmechelen in de 73e minuut invallen.

## Clubstatistieken
| Seizoen         | Club            | Land            | Competitie      | Competitie | Competitie | Beker | Beker | Supercup | Supercup | Europees | Europees | Totaal | Totaal |
| Seizoen         | Club            | Land            | Competitie      | Wed.       | Dlp.       | Wed.  | Dlp.  | Wed.     | Dlp.     | Wed.     | Dlp.     | Wed.   | Dlp.   |
| --------------- | --------------- | --------------- | --------------- | ---------- | ---------- | ----- | ----- | -------- | -------- | -------- | -------- | ------ | ------ |
| 2024/25         | RSCA Futures    | Vlag van België | Eerste klasse B | 1          | 0          | —     | —     | —        | —        | —        | —        | 1      | 0      |
| Carrière totaal | Carrière totaal | Carrière totaal | Carrière totaal | 1          | 0          | 0     | 0     | 0        | 0        | 0        | 0        | 1      | 0      |

Bijgewerkt op 24 augustus 2024.
33 Vercauteren ·
34 Bouchouari ·
48 Montegnies ·
50 Barry ·
51 Baouf ·
52 Nicaise ·
53 Colassin ·
59 Vergeylen ·
62 Goto ·
63 Vanhoutte ·
64 Masscho ·
65 Engwanda ·
66 Haentjens ·
67 Moutha-Sebtaoui ·
68 Monticelli ·
69 Ure ·
71 Engwanda ·
73 Lapage ·
74 De Cat ·
77 Mendel-Idowu ·
78 Tajaouart ·
79 Maamar ·
80 Decorte ·
81 Diallo ·
83 Degreef ·
Coach: Coen